# Santuario de San Úrbez
El Santuario de San Urbez en Nocito, en el término municipal de Nueno (Provincia de Huesca, España) es un conjunto compacto formado por la iglesia y el monasterio adosado a ésta en su frente occidental, configurando una estructura en "L" con fábrica de sillar combinado con sillarejo. 
Originalmente se trataba de una iglesia románica del siglo XII, que sufrió importantes reformas durante el siglo XVI: se cambió su orientación, se amplió la nave con dos tramos más hacia el este y se habilitó la nueva cabecera. Además en el siglo XVIII se sustituyeron las cubiertas por bóvedas de cañón con lunetos. 
Actualmente, como resultado de dichas reformas, se conservan en el interior tanto restos románicos (pinturas, relieves, etc.) como pinturas y yeserías barrocas (en general de poca calidad). 
El ingreso se realiza a través de una portada renacentista situada en el frente oriental bajo un pórtico del siglo IX, construido a la vez que se instalaba el coro alto a los pies de la nave, aunque también existe otro pequeño acceso en el lado sur que probablemente sea la primitiva entrada románica, frente a una explanada. Existe además una torre-campanario románica con forma de espadaña, en el muro sur, con acceso por escalera de caracol desde la capilla sur. Por otro lado, el monasterio es una gran construcción prismática del siglo XVIII, a la que se accede a través de una sencilla portada en el lateral meridional abierta en arco de medio punto, por encima de la cual se observan varios vanos adintelados. 